# Cynorkis papilio
Cynorkis papilio är en orkidéart som beskrevs av Jean Marie Bosser. Cynorkis papilio ingår i släktet Cynorkis, och familjen orkidéer. Inga underarter finns listade i Catalogue of Life.